# Heterogeomys cherriei
Heterogeomys cherriei is een zoogdier uit de familie van de goffers (Geomyidae). De soort komt alleen voor in Costa Rica.

## Naamgeving
De wetenschappelijke naam van de soort werd voor het eerst geldig gepubliceerd door Joel Asaph Allen in 1893.

## Verspreiding
Heterogeomys cherriei komt is een endemische soort uit Costa Rica. Het verspreidingsgebied omvat het Caribisch laagland en de bergketens van de Cordillera de Tilarán en de Cordillera Central, waar deze goffer voorkomt in gebieden tussen zeeniveau tot op 1.450 meter hoogte. De soort is algemeen in landbouwgebieden en regenwouden. Er is geen overlap in het verspreidingsgebied van Heterogeomys cherriei met de andere goffersoorten in Costa Rica, te weten H. cavator, H. heterodus en H. underwoodi.

## Kenmerken
Heterogeomys cherriei is ongeveer 20 cm lang en 350 gram zwaar. Mannelijke goffers zijn groter dan de vrouwtjes. De vacht is zwartbruin van kleur met een witte markering op de bovenzijde van de kop. Dit dier heeft een gedrongen lichaam, een kale staart en grote, geklauwde voorpoten.

## Leefwijze
Dit knaagdier heeft een gravende leefwijze. Heterogeomys cherriei leeft solitair. Door middel van series van tunnels vlak onder de oppervlakte heeft de goffer toegang tot plantenwortels en knollen, waarmee Heterogeomys cherriei zich voedt. Diepere tunnels lopen naar holen voor voedselopslag en om te slapen. Heterogeomys cherriei kan schadelijk zijn voor landbouwgewassen.